# Estação Primeira da Figueira
Estação Primeira da Figueira é uma escola de samba do carnaval de Porto Alegre.

## História
A Estação Primeira da Figueira foi fundada em 7 de julho de 1983, para ser a representante do Morro Santana no carnaval. Seu símbolo era a árvore que lhe deu o nome e suas cores o verde e o branco. A escola apresentou temas irreverentes ao longo de sua trajetória. Nesse período participou em 1990, 1991, 1992, 1997, 1998 e 1999 do grupo especial do carnaval de Porto Alegre. A escola fez seu último desfile em 2001 quando foi rebaixada para o grupo de acesso, esse fato levou ao licenciamento como em 1993, porém dessa vez não ocorreu o retorno aos desfiles. No ano de 2019 a agremiação volta a fazer carnaval como bloco carnavalesco. No dia 7 de outubro de 2019, é anunciado a volta da Estação Primeira da Figueira ao desfile competitivo do carnaval de Porto Alegre, a escola a partir de então passa a integrar a Série Bronze. No dia 19 de dezembro de 2019, a entidade anuncia que ainda não está pronta para voltar a desfilar como escola de samba e adia por mais alguns anos o seu retorno ao desfile competitivo do carnaval de Porto Alegre.

## Segmentos

### Presidentes
| Nome               | Mandato         | Ref.  |
| ------------------ | --------------- | ----- |
| Álvaro Machado     | 1990–1992       | [ 1 ] |
| Jair Ribeiro       | 1993–1995       | [ 1 ] |
| Jorge Luiz Ribeiro | 1996–1997       | [ 1 ] |
| Jair Ribeiro       | 1998–1999       | [ 1 ] |
| Fábio Ferreira     | 2019-Atualidade |       |

### Diretor de Bateria
| Ano       | Nome                          | Ref.  |
| --------- | ----------------------------- | ----- |
| 1990–1992 | Mestre “Inho”                 | [ 1 ] |
| 1994–1995 | Carlos Araújo “Catito”        | [ 1 ] |
| 1996–1998 | Sérgio Rodrigues              | [ 1 ] |
| 1999      | Ubirajara Barcellos “Birinha” | [ 1 ] |

### Casal de Mestre-sala e Porta-bandeira
| Ano       | Nome                                | Ref.  |
| --------- | ----------------------------------- | ----- |
| 1990      | Claudinho e Júlia Goulart           | [ 1 ] |
| 1991-1992 | Claudinho e Regina Alves            | [ 1 ] |
| 1995      | Jorge Luiz e Ângela Silva Nunes     | [ 1 ] |
| 1996      | Jorge Luiz e Almerinda Farias       | [ 1 ] |
| 1997      | Claudinho e Eliane Fernandes “Lica” | [ 1 ] |
| 1998-1999 | Zé Cartola e Neli Silva             | [ 1 ] |

## Enredos
| Ano                 | Colocação    | Grupo           | Enredo | Ref.  |
| ------------------- | ------------ | --------------- | --- | ----- |
| 1984                | 7º lugar     | III             | |       |
| 1985                | 7º lugar     | III             | |       |
| 1986                | Vice-campeã  | III             | |       |
| 1987                | Não desfilou |                 | | [ 1 ] |
| 1988                | Campeã       | III             | |       |
| 1989                | Campeã       | II              | |       |
| 1990                | 7º lugar     | 1A              | "Vô bota" pimenta nisso.                                                                                             | [ 1 ] |
| 1991                | 5º lugar     | 1A              | A história sem fim.                                                                                                  | [ 1 ] |
| 1992                | 5º lugar     | 1A              | Diet Figueira. | [ 1 ] |
| Licenciada em 1993. |              |                 | |       |
| 1994                | Vice-campeã  | 1B              | Irá Dudu, a volta do guerreiro.                                                                                      | [ 1 ] |
| 1995                | 4º lugar     | 1B              | E a festa continua - Palmas para Irá Dudu.                                                                           | [ 1 ] |
| 1996                | Vice-campeã  | Intermediário-A | É domingo, é sal, é praia, é farofa-fa-fa.                                                                           | [ 1 ] |
| 1997                | 6º lugar     | Especial        | O que é que o Figo e a Figueira tem?                                                                                 | [ 1 ] |
| 1998                | 6º lugar     | Especial        | Bom Fim - Final Feliz!                                                                                               | [ 1 ] |
| 1999                | 9º lugar     | Especial        | Avenida Farrapos, do trabalho ao devaneio, do fazer ao prazer e sua transmutação.                                    | [ 1 ] |
| 2000                | 9º lugar     | Intermediário-A | Figueira Canta e Encanta sua Trajetória: Já Fui Estrela, já Comi Poeira, mas com no Carnaval Serei Sempre Guerreira. |       |
| 2001                | 7º lugar     | Intermediário-B | Sonho Brasil em Noite de Carnaval.                                                                                   | [ 3 ] |

## Títulos
- Campeã do Grupo - III: 1988
- Campeã do Grupo - II: 1989